# 比奥讷河
比奥讷河（法語：Bionne，法語發音：[bjɔn]）是法国中央-盧瓦爾河谷大區卢瓦雷省的河流，是卢瓦尔河的支流（经奥尔良运河），长18.9千米，发源自卢里，于孔布勒流入奥尔良运河。